# Anna Christine Henke
Anna Christine Henke, geborene Anna Christine Schick (1753 in Hildburghausen – 1827 in Dresden) war eine deutsche Theaterschauspielerin.

## Leben
Henke debütierte 1768 und war längere Zeit Mitglied der Kochschen Bühne in Berlin. 1788 wurde sie nach Hamburg verpflichtet, wo sie als „Franziska“ debütierte und bei Ackermann und Schröder hervorragend künstlerisch tätig war. Dort blieb sie bis 1796 und zählte in ihrer Glanzzeit unstreitig zu den ersten deutschen Soubretten.
„Man wird wenige Schauspielerinnen finden“, sagt ein Bericht aus jener Zeit, „die einen solchen Reichtum an neckischer Pantomime haben, wenn es sein muß, Naivität äußert, die solche Flüchtigkeit der Zunge und Glieder besitzen, deren kleinster Ausdruck und Gebärde mit so echter Soubrettenlaune gestempelt ist, welche die feinere Gattung der Zofen ebenso glücklich zu bearbeiten wissen, wie die von gewöhnlichem Schrot und Korn“.
1796 berief sie Pasquale Bondini nach Prag, wo sie anfangs noch in Soubrettenrollen Aufsehen erregte, jedoch 1799 ins Fach der komische Alten überging. Im selben Jahr erhielt sie einen Antrag an das Dresdner Hoftheater, wo sie bis 1819 in hervorragender künstlerischer Stellung tätig war. Dann wurde sie pensioniert.
Wie vorher in ersten Soubrettenrollen wurde sie im Fach der komischen Mütter und alten Koketten Meisterin ihres Fachs. In der Natürlichkeit des Vortrags und Spiel soll sie keine Rivalin gehabt haben.
Die Künstlerin starb 1827 in Dresden. Sie war verheiratet mit Gottlieb Christian Henke.